# Melenny Productions
 (mai 2025).
Motif : Où sont les sources permettant de démontrer l'admissibilité de cette société sur Wikipédia ?
- Archive Wikiwix
- Bing
- Cairn
- DuckDuckGo
- E. Universalis
- Gallica
- Google
- G. Books
- G. News
- G. Scholar
- Persée
- Qwant
- (zh) Baidu
- (ru) Yandex
- (wd) trouver des œuvres sur Wikidata

| 1. | Préciser le motif de la pose du bandeau. | Précisez le motif de la pose du bandeau en utilisant la syntaxe suivante : {{admissibilité à vérifier\|date=mai 2025\|motif=remplacez ce texte par le motif}}                            |
| 2. | Informer les utilisateurs concernés.     | Pensez à avertir le créateur de l'article, par exemple, en insérant le code ci-dessous sur sa page de discussion : {{subst:avertissement admissibilité à vérifier\|Melenny Productions}} |

 (avril 2023).
Si vous disposez d'ouvrages ou d'articles de référence ou si vous connaissez des sites web de qualité traitant du thème abordé ici, merci de compléter l'article en donnant les références utiles à sa vérifiabilité et en les liant à la section « Notes et références ».
Melenny Productions est une société de production de cinéma québécoise créée en 1987.
Son président, Richard Goudreau, avait auparavant créé une société de distribution cinématographique appelée Melenny Distribution. La compagnie est située à Montréal depuis sa fondation. Elle distribue des films d'autres producteurs. Elle est en particulier sous contrat avec Ciné-Maison Astral pour les films d'animation.

## Films
- 1997 : Les Boys
- 1998 : Les Boys 2
- 2001 : Les Boys 3
- 2002 : Les Dangereux
- 2004 : Nouvelle-France
- 2005 : Les Boys 4
- 2006 : Les Doigts croches
- 2007 : Nos voisins Dhantsu
- 2013 : Il était une fois les Boys
- 2014 : Elephant Song